# Alepia ancylis
Alepia ancylis är en tvåvingeart som beskrevs av Quate och Brown 2004. Alepia ancylis ingår i släktet Alepia och familjen fjärilsmyggor.
Artens utbredningsområde är Peru. Inga underarter finns listade i Catalogue of Life.